# Campagne (Landy)
Campagne – miejscowość i gmina we Francji, w regionie Nowa Akwitania, w departamencie Landy.
Według danych na rok 1990 gminę zamieszkiwało 765 osób, a gęstość zaludnienia wynosiła 23 osób/km² (wśród 2290 gmin Akwitanii Campagne plasuje się na 539. miejscu pod względem liczby ludności, natomiast pod względem powierzchni na miejscu 245.).